# Hinzelmann
Hinzelmann (a veces llamado Luring) era un kobold, notable por su importancia histórica, conocido en Alemania del norte. Según la leyenda, era un espíritu de naturaleza ambivalente, similar a  Puck o  Robin Goodfellow, quien puede proveer buena suerte y realizar tareas domésticas, pero se vuelve malvado si no se lo tranquiliza y se lo trata con respeto.
Se decía que cuando Hinzelmann tenía que adoptar una forma, tomaba la forma de un chico vestido con terciopelo rojo, pero su forma verdadera (como le mostró a la sirvienta una vez, quien se desmayó inmediatamente) era la de un chico pequeño, alrededor de los cuatro años de edad, apuñalado con dos espadas. Hinzelmann era conocido por habitar (y embrujar) el castillo de Hudemühlen, luego de haber sido descubierto en 1584. Lo habitó por cuatro años, al principio tímidamente, pero luego empezó a charlar y divertir a todos los habitantes de la casa.

## En la actualidad
Hinzelmann es un personaje importante en American Gods de Neil Gaiman